# Cheritra evansi
Cheritra evansi är en fjärilsart som beskrevs av Cowan 1965. Cheritra evansi ingår i släktet Cheritra och familjen juvelvingar. Inga underarter finns listade i Catalogue of Life.